# Rolleston on Dove
Rolleston on Dove – wieś i civil parish w Anglii, w hrabstwie Staffordshire, w dystrykcie East Staffordshire. Leży 32 km na wschód od miasta Stafford i 182 km na północny zachód od Londynu. W 2001 miejscowość liczyła 2545 mieszkańców. W 2011 roku civil parish liczyła 3267 mieszkańców. Rolleston jest wspomniana w Domesday Book (1086) jako Rolvestune.